# Bulldózer (együttes)
A Bulldózer magyar rockegyüttes, amely 1993-ban alakult az XL Sisters feloszlása után. Első nagylemezük 1994-ben jelent meg.

## Diszkográfia
- Lassan járj…! (1994)
- Utolsó dal (2009)
- Időn és álmokon túl (2018)

## Tagok
- Demeter György – ének
- Pálmai Zoltán - ütős hangszerek
- Jülek Tamás – gitár
- Szabó Jusztin – basszusgitár
- Jankai Béla – billentyűk
- Demeter Tamás – ének

### Korábbi tagok
- Szabó Attila – gitár
- Berczelly Csaba - basszusgitár
- Jankai Sebastian – basszusgitár